# جين إل. كون
جين إل. كون (بالإنجليزية: Gene L. Coon)‏ هو كاتب وكاتب سيناريو أمريكي، ولد في 7 يناير 1924 في بياتريس في الولايات المتحدة، وتوفي في 8 يوليو 1973 في لوس أنجلوس في الولايات المتحدة بسبب سرطان الرئة.

## وصلات خارجية
- جين إل. كون على موقع IMDb (الإنجليزية)
- جين إل. كون على موقع ألو سيني (الفرنسية)
- جين إل. كون على موقع ميوزك برينز (الإنجليزية)
- جين إل. كون على موقع أول موفي (الإنجليزية)
- جين إل. كون على موقع قاعدة بيانات الفيلم (الإنجليزية)
- جين إل. كون على موقع كينوبويسك (الروسية)